# Şərif Şərifov
Şərif Şərifov (auch Sharif Sharifov; * 11. November 1988 in Gunuch, Dagestanische ASSR, Russische SFSR, Sowjetunion) ist ein aserbaidschanischer Ringer. Er wurde 2011 Weltmeister und 2012 Olympiasieger im freien Stil in der Gewichtsklasse bis 84 kg Körpergewicht sowie 2019 Europameister in der Klasse bis 92 kg.

## Werdegang
Şərif Şərifov ringt seit 2000. Er startet für den Sportclub Ataspor Baku und wird beziehungsweise wurde von Magomed Gadschijew und Anwar Kuramagomedow trainiert. Er konzentriert sich ganz auf den freien Stil und rang zu Beginn seiner internationalen Karriere im Mittelgewicht, der Gewichtsklasse bis 84 kg Körpergewicht, wechselte später in die Klassen bis 92 kg und tritt seit 2019 in der Klasse bis 97 kg an.
International in Erscheinung trat er erstmals als 20-Jähriger im Jahre 2008 beim Golden-Grand-Prix-Turnier in Baku, wo er hinter Reza Yazdani aus dem Iran und Nikoloz Gagnidse, Georgien, den 3. Platz belegte. Den gleichen Platz belegte er beim gleichen Turnier auch im Jahre 2009. Dieses Mal blieben allerdings Jamal Mirzaei aus dem Iran und Sajurbek Sochijew aus Usbekistan vor ihm. Im Jahre 2009 wurde er dann erstmals bei einer internationalen Meisterschaft, der Weltmeisterschaft im dänischen Herning, eingesetzt. Er konnte dort als Neuling überzeugen und belegt nach einem Sieg über Alexei Isajew, Belarus, einer Niederlage gegen Jake Herbert, USA, und Siegen über David Bichinashvili, Deutschland, Gökhan Yavaşer, Türkei und Abdussalam Gadissow, Russland, den 3. Platz. Besonders erwähnenswert ist dabei sein Sieg über den russischen Meister Gadissow, den er mit seinem Sieg auf den 5. Platz verwies.
2010 gewann Şərif Şərifov beim stark besetzten „Yasar-Dogu“-Memorial in Ankara im Mittelgewicht vor Albert Saritow, Russland, Serdar Böke und Erhan Cihangiroglu, beide aus der Türkei. Bei der Europameisterschaft 2010 in Baku besiegte er Dejan Bogdanow, Makedonien, Said Itajew, Frankreich, und Ştefan Gheorghiţă aus Rumänien. Im Finale unterlag er gegen Ansor Urischew aus Russland und wurde damit Vize-Europameister. Bei der Weltmeisterschaft dieses Jahres wurde er nicht eingesetzt.
2011 startete er bei der Europameisterschaft in Dortmund und gewann im Mittelgewicht eine Bronzemedaille. Er besiegte dabei David Bichinashvili, Ibragim Aldatow, Ukraine, und Emzarios Bentinidis, Griechenland. Im Halbfinale unterlag er gegen Ansor Urischew (0:2 Runden, 0:4 Punkte), siegte aber im Kampf um die Bronzemedaille über Maciej Balawender aus Polen wieder nach Punkten (2:0 Runden, 5:1 Punkte). Anschließend gewann er auch den Wettbewerb im Mittelgewicht beim Golden-Grand-Prix in Baku. Hier verwies er Serdar Böke, Türkei, Piotr Ianulow, Moldawien und Soslan Kzojew aus Russland auf die Plätze. Zum Höhepunkt in seiner bisherigen Laufbahn wurden dann die Weltmeisterschaften in Istanbul, denn er holte sich dort mit sechs Siegen den Weltmeistertitel. Dabei gab er keine einzige Runde ab und erzielte somit 12:0 Rundensiege. Er besiegte dabei folgende Gegner: Yoon Chan-Urk, Südkorea, den Olympiasieger von 2004 Cael Sanderson, USA, Ermek Baiduaschew, Kasachstan, Alireza Goudarzi, Iran, Albert Saritow, Russland, und Ibragim Aldatow.
2012 gelang Şərif Şərifov ein weiterer großer Erfolg: er wurde in London Olympiasieger. Auf dem Weg zu diesem Titel besiegte er İbrahim Bölükbaşı, Türkei, Jake Herbert, USA, Ehsan Naser Lashgari, Iran und Jaime Yusept Espinal aus Puerto Rico. Für seine Leistung bekam er den aserbaidschanischen Şöhrət-Orden verliehen.
Zwischen 2013 und 2015 startete Şərif Şərifov bei keinen internationalen Meisterschaften, konnte aber gute Ergebnisse bei einigen gut besetzten internationalen Turnieren erzielen.
Bei den Europameisterschaften 2016 trat Şərifov in der Klasse bis 97 kg an, verlor jedoch seine beiden Kämpfe und kam nur auf Rang 17. Etwas später in dem Jahr nahm er an den Olympischen Spielen in Rio de Janeiro teil. Im Freistilringen-Wettbewerb der Gewichtsklasse bis 86 kg (Mittelgewicht) erreichte er das Halbfinale, in dem er dem Russen Abdulraschid Sadulajew unterlag. Beim folgenden Kampf um Bronze konnte er Pedro Ceballos aus Venezuela bezwingen und sicherte sich damit seine zweite olympische Medaille.
2017 trat Şərif Şərifov bei den Islamischen Spielen der Solidarität in Baku an. Bei diesen konnte er in der Klasse bis 86 kg Rang 3 erreichen.
Erstmals seit 2011 nahm Şərifov 2018 sowohl an den Europameisterschaften, als auch an den Weltmeisterschaften teil. Bei beiden trat er in der Gewichtsklasse bis 92 kg an. Bei der EM im dagestanischen Kaspijsk wurde er Zweiter, bei der WM in Budapest kam er auf Platz 18.
Bei den Europameisterschaften 2019 wurde er Europameister in der 92 kg-Klasse. Dabei bezwang er im Finale den Polen Zbigniew Baranowski. Bei den Weltmeisterschaften in Nur-Sultan im selben Jahr wechselte er in die Gewichtsklasse bis 97 kg Körpergewicht und konnte dort ebenfalls das Finale erreichen. In diesem unterlag er erneut Abdulraschid Sadulajew und wurde Vize-Weltmeister.
2021 folgte Şərifovs dritte Teilnahme an Olympischen Spielen. In Tokio bekam er im Freistil-Wettbewerb der Gewichtsklasse bis 97 kg (Schwergewicht) in der ersten Runde Abdulraschid Sadulajew zugelost, den er abermals nicht bezwingen konnte. In der Hoffnungsrunde konnte er dann zwar den Georger Elisbar Odikadse besiegen, verlor aber den Kampf um Bronze gegen Reineris Salas aus Kuba. Damit belegte er Rang 5.

## Internationale Erfolge
| Jahr | Platz  | Wettbewerb                                    | Gewichtsklasse | Ergebnisse |
| ---- | ------ | --------------------------------------------- | -------------- | --- |
| 2008 | 3.     | Golden-Grand-Prix in Baku                     | Mittel         | hinter Reza Yazdani, Iran, und Nikoloz Gagnidse, Georgien, gemeinsam mit Haci Alidjanow, Aserbaidschan                                                                                      |
| 2009 | 3.     | Ziolkowski-Turnier in Warschau                | Mittel         | hinter Lashgari Ehsan, Iran, und Albert Saritow, Russland, gemeinsam mit Ansor Urischew, Russland                                                                                           |
| 2009 | 3.     | Golden-Grand-Prix in Baku                     | Mittel         | hinter Jamal Mirzaei, Iran, und Sajurbek Sochijew, Usbekistan, gemeinsam mit Ali Ashgar Barzigaleh, Iran                                                                                    |
| 2009 | 3.     | WM in Herning                                 | Mittel         | mit Sieg über Alexei Isajew, Belarus, einer Niederlage gegen Jake Herbert, USA, und Siegen über David Bichinashvili, Deutschland, Gökhan Yavaşer, Türkei, und Abdussalam Gadissow, Russland |
| 2010 | 1.     | „Yasar-Dogu“-Memorial in Ankara               | Mittel         | vor Albert Saritow, Russland, Serdar Böke und Erhan Cihangiroglu, beide Türkei |
| 2010 | 2.     | EM in Baku                                    | Mittel         | mit Siegen über Dejan Bogdanow, Makedonien, Said Itajew, Frankreich, und Ştefan Gheorghiţă, Rumänien, sowie einer Niederlage gegen Ansor Urischew, Russland                                 |
| 2010 | 3.     | Golden-Grand-Prix in Baku                     | Mittel         | hinter Naurus Srapilewitsch Temresow, Aserbaidschan, und Jake Herbert, USA |
| 2011 | 3.     | EM in Dortmund                                | Mittel         | nach Siegen über David Bishinashvili, Ibragim Aldatow, Ukraine, und Emzarios Bentinidis, Griechenland, einer Niederlage gegen Ansor Urischew und einem Sieg über Maciej Balawender, Polen   |
| 2011 | 1.     | Golden-Grand-Prix in Baku                     | Mittel         | vor Serdar Böke, Piotr Ianulow, Moldawien, und Soslan Kzojew, Russland |
| 2011 | 1.     | WM in Istanbul                                | Mittel         | mit Siegen über Yoon Chan-Urk, Südkorea, Cael Sanderson, USA, Ermek Baiduaschew, Kasachstan, Alireza Goudarzi, Iran, Albert Saritow und Ibragim Aldatow                                     |
| 2012 | Gold   | OS in London                                  | Mittel         | nach Siegen über İbrahim Bölükbaşı, Türkei, Jake Herbert, USA, Ehsan Naser Lashgari, Iran, und Jaime Yusept Espinal, Puerto Rico                                                            |
| 2013 | 3.     | Grand-Prix von Spanien in Madrid              | Halbschwer     | hinter Chetag Gasjumow, Aserbaidschan, und Ibragim Bolukbasi, Türkei |
| 2013 | 2.     | Golden-Grand-Prix in Baku                     | Halbschwer     | hinter Chetag Gasjumow und vor Nicolae Ceban, Moldawien, und Pawlo Oleinik, Ukraine |
| 2014 | 1.     | „Dan Kolow & Nikola Petrow“-Memorial in Sofia | Halbschwer     | vor Rıza Yıldırım, Türkei |
| 2015 | 1.     | Grand-Prix von Paris                          | Halbschwer     | vor Mohammadhossein Askari Mohammadian, Iran, Pawlo Olijnyk, Ungarn, und Magomed Musaev, Kirgisistan                                                                                        |
| 2015 | 3.     | Weltcup in Los Angeles                        | Halbschwer     | hinter Mohammadhossein Askari Mohammadian, Reza Yazdani, beide Iran, und Jakob Varner, USA                                                                                                  |
| 2016 | 17.    | EM in Riga                                    | bis 97 kg      | Niederlagen gegen Iwan Jankouski, Belarus, und Micheil Tsikovani, Griechenland |
| 2016 | Bronze | OS in Rio de Janeiro                          | bis 86 kg      | nach Siegen über Bi Shengfeng, China, Zbigniew Baranowski, Polen, einer Niederlage gegen Abdulraschid Sadulajew, Russland, und einen Sieg über Pedro Ceballos aus Venezuela                 |
| 2017 | 3.     | Weltcup in Kermānschāh                        | bis 86 kg      | hinter den Teams aus dem Iran und aus den Vereinigten Staaten |
| 2017 | 3.     | Islamic Solidarity Games in Baku              | bis 86 kg      | hinter Hassan Yazdani, Iran, und Selim Yaşar, Türkei |
| 2018 | 2.     | EM in Kaspijsk                                | bis 92 kg      | nach Siegen über Nicolai Ceban, Moldawien, Serdar Böke, Türkei, und der Finalniederlage gegen Abdulraschid Sadulajew                                                                        |
| 2018 | 18.    | WM in Budapest                                | bis 92 kg      | nach einer Niederlage gegen Alireza Mohammad Karimimachiani, Iran |
| 2019 | 1.     | EM in Bukarest                                | bis 92 kg      | nach Siegen über Magomed Kurbanow, Russland, Irakli Mzituri, Georgien, und Zbigniew Baranowski, Polen                                                                                       |
| 2019 | 2.     | WM in Nur-Sultan                              | bis 97 kg      | nach Siegen über Walerij Andrijzew, Ukraine, Elisbar Odikadse, Georgien, Kyle Snyder, USA, und Finalniederlage gegen Abdulraschid Sadulajew                                                 |
| 2021 | 1.     | „Yasar-Dogu“-Memorial in Istanbul             | bis 97 kg      | Finalsieg gegen den Türken Mustafa Sessiz |
| 2021 | 5.     | OS in Tokio                                   | bis 97 kg      | Niederlage gegen Abdulraschid Sadulajew, Hoffnungsrundensieg gegen Elisbar Odikadse, Niederlage gegen Reineris Salas, Kuba                                                                  |

Erläuterungen
- OS = Olympische Spiele, WM = Weltmeisterschaften, EM = Europameisterschaften,
- Mittelgewicht = Gewichtsklasse bis 84 kg Körpergewicht, Halbschwergewicht = Klasse bis 96 kg (bis 2013) bzw. bis 97 kg (ab 2014)
- alle Wettbewerbe im freien Stil